# Остроумов, Лев Евгеньевич
Лев Евге́ньевич Остроу́мов (1892, Москва — 1955) — русский поэт, писатель и переводчик.

## Биография
Родился в семье врача. Мать — Софья Иннокентьевна Сабашникова (двоюродная сестра М. В. Сабашникова). Учился в частной гимназии Поливанова. В 1916 году окончил историко-филологический факультет Московского университета, на котором позже занимал должность профессора.
В школьные годы состоял в личной переписке Л. Н. Толстым.
Л. Е. Остроумов — Л. Н. Толстому 23 сентября 1907 года.

«Зная ваше учение о половом вопросе, я думаю, что один вы можете разъяснить мучающие меня сомнения. Кругом меня нет ни одного свежего человека, и потому я позволяю себе обратиться к вам. Теперь я в трудном переходном возрасте, когда пробуждается проклятый инстинкт, с которым не знаешь, как бороться. Кроме того, является вопрос: нужна ли эта борьба, и следует ли мне итти против природы?» (В орфографии оригинала)
Толстой Л. Н. — Остроумову Л. Е., 26 сентября 1907 года. Ясная Поляна.

Вчера получил ваше письмо и: спешу ответить. Да, не павшему все силы надо употреблять на то, чтобы не пасть, потому что павшему бороться с похотью несравненно, в 10, в 100 раз труднее, чем не павшему. А бороться, то есть стремиться к целомудрию, всегда и во всех условиях (женатому так же, как неженатому) всегда необходимо. Вы сомневаетесь, нужна ли эта борьба? Я понимаю ваше сомнение, так как мы окружены людьми, с уверенностью утверждающими, что борьба эта не нужна и «противна природе».
Первая публикация стихотворений в 1913 году в альманахе «Круговая Чаша», затем печатался в журнале «Пегас» (1915).

В 1925 году напечатал роман «День жатвы» (изд. М. и С. Сабашниковых, М.), посвящённый памяти Толстого. Состоял научным сотрудником Государственной академии художественных наук (ГАХН).
Переводил с французского из Шарля Бодлера, Пьера Дюпона, Андре Шенье, а также с латинского из Тибулла, Проперция. Наиболее известна в его переводе «Фарсалия, или Поэма о гражданской войне» Марка Аннея Лукана (1951). Как оригинальный поэт опубликовал в 1925—1929 годах около 15 детских книжек в стихах (три из них совместно с С. Шервинским).
Лев Остроумов упоминается как член литературного сообщества. Л. Е. Белозерская-Булгакова писала в мемуарах:

Говоря о «Днях Турбиных», уместно упомянуть и о первом критике пьесы. Однажды у нас появился незнакомый мрачный человек в очках — Левушка Остроумов (так назвали его потом у Ляминых) и отчитал М. А.[Булгакова], сказав, что пьеса написана плохо, что в ней не соблюдены классические каноны. Он долго и недружелюбно бубнил, часто упоминая Аристотеля. М. А. не сказал ни слова. Потом критик ушел, обменяв галоши…"
Автор повестей «Макар-следопыт» (кн. 1-3, 1925—1926), «Чёрный лебедь. Новые приключения Макара-следопыта» (1930). Серия книг о приключениях деревенского паренька, ставшего в годы гражданской войны разведчиком в Красной Армии, пользовалась большой популярностью в детской аудитории в 1930-е годы, была подвергнута крайне резкой критике С.Я. Маршаком.
Похоронен на Ваганьковском кладбище.

## Библиография

Макар Следопыт, обложка издания 1928 года, ГосИздат

### Повести
- Макар Следопыт (1924)
- Золотая колыбель (1927)
- Рдяные пазори (1929)

### Рассказы
- Остроумов Л. На паровозе: Рассказы / Рисунки и обложка А. Могилевского. — Л.: Государственное издательство, 1927 (1926). — 86 с. — (Новая детская библиотека. Средний и старший возраст).

### киносценарии и пьесы
- Невольники чести (1923)
- Легенда Бахчисарая (1927)

### Стихи
- Берегись автомобиля, 1926
- Фруктовый сад, 1927

## Экранизации
- Макар-следопыт, 1984